# Vecihi K-VI
Vecihi K-VI (полное название: Vecihi K-VI Training and Reconnaissance Aircraft) — первый самолёт турецкой постройки и единственный турецкий учебный и разведывательный самолёт. Разработанный летчиком Веджихи Хюркушем в 1923 году из-за нехватки самолётов в ВВС Турции во время турецкой войны за независимость, самолёт был завершён с помощью его друзей только в конце 1924 года. Несмотря на то, что он не получил разрешения на полёт из-за нехватки квалифицированного персонала в комитете, который должен был сертифицировать самолёт, Хюркуш впервые поднялся в воздух на K-VI в январе 1925 года, за что был приговорен к тюремному заключению. Он предпринял безуспешные попытки вернуть самолёт, но Vecihi K-VI в конечном итоге был уничтожен.

## Разработка и производство

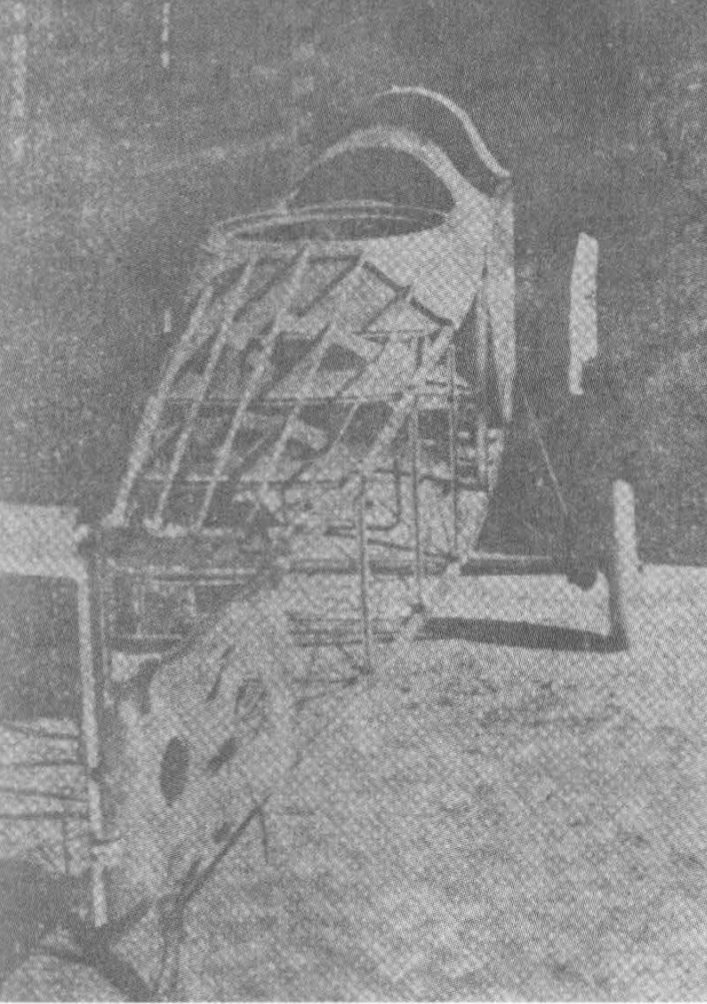
The Vecihi K-VI во время производства, около 1924

Во время турецкой войны за независимость 1919–1923 годов турецким ВВС не хватало самолётов. Веджихи Хюркуш, летчик, участвовавший в войне, хотел, чтобы у страны был собственный самолёт. В интервью 1925 года «Ресимли Ай» Хюркуш сказал, что сначала не решался строить самолёт, но друзья убедили его. Он работал над созданием простой конструкции, имеющей технические характеристики, аналогичные уже используемым самолётам. 14 июня 1923 года Хюркуш закончил технические чертежи самолёта, который должен был использоваться в учебных и разведывательных целях, и показал проект генерал-лейтенанту Музафферу Эргюдеру, инспектору ВВС, три дня спустя, 17 июня. После осмотра Эргюдер поздравил Хюркуша и предложил ему назвать самолёт в честь себя «Vecihi». ВВС выдвинули три условия, которые должны были быть выполнены: самолёт должен быть прост в сборке, иметь максимальную скорость более 200 километров в час и позволять пилоту иметь широкое поле зрения.
После того, как самолёт был одобрен военно-воздушными силами, Хюркуш и четверо его друзей приступили к сборке самолёта в авиаремонтной мастерской Халкапынар. Работы начались 24 июня. Имея ограниченный бюджет, двигатель Vecihi K-VI был взят с захваченного самолёта ВВС Греции. Для остальной части самолёта Хюркуш использовал дерево, стальные стержни и ткань из Турции. Для укрепления ткани он использовал авиационную пропитку. Хюркуш проводил в работе над самолётом не менее 16 часов в день, иногда спал менее двух часов, чтобы закончить проект. Его отправили на несколько месяцев изучать европейскую авиацию. К тому времени, как он вернулся, деревянная рама была готова, и осталось только обтянуть её тканью. Vecihi K-VI был построен всего за 14 месяцев и был завершён к концу 1924 года.

## Эксплуатация

### Первый полет
После того, как самолёт был закончен, его перевезли на аэродром Сейдикёй, где прошли испытания двигателя и руления. Хюркуш запросил разрешение на полет, и был сформирован технический комитет для сертификации запроса. Однако комитету не хватало квалифицированного персонала для управления самолётом. Хюркуш со своим самолётом ждал почти месяц. Один из членов комитета  сказал Хюркушу, что они не могут дать ему лицензию, и сказал, что он «должен сесть и полететь, если он доверяет [своему] самолёту». 28 января 1925 года Хюркуш прибыл на аэродром, который был совершенно пуст. В 15:00 по местному времени Хюркуш взлетел после короткого разбега и совершил 15-минутный полёт на своём самолёте. На заднем сиденье находился мешок с песком весом 60 кг, чтобы имитировать второго пилота. Это был первый полёт на самолёте турецкой постройки. После приземления Хюркуша поздравляли его друзья, прибывшие на аэродром, который  когда он вернулся, был заполнен толпой, которая болела за него.

### Дальнейшая судьба
Хюркуш разговаривал со своими друзьями о полёте после того, как самолёт отбуксировали в ангар, когда ему сообщили, что он получил короткий тюремный срок, так как пренебрег приказами инспекции, летая без разрешения. Хотя позже это решение было отменено, после этого Хюркуш ушёл из ВВС, и самолёт остался неиспользованным. Самолёт хранился на открытом аэродроме в Измире и ржавел. Хюркуш попытался вернуть K-VI, но его «встречали долгим ожиданием». Его просьбы хранить самолёт в закрытом помещении также были отклонены. Турецкая авиационная ассоциация официально запросила самолёт, чтобы использовать его для полётов с целью сбора пожертвований для ассоциации, но самолёт им так и не был передан. Позже Vecihi K-VI был уничтожен при неизвестных обстоятельствах.

## Лётно-технические характеристики
Источник данных: Yavuz 2012, p. 26.
Технические характеристики
- Экипаж: 2
- Длина: 7,61 м
- Размах крыла: 11,7 м
- Высота: 3 м
- Площадь: 38,1  м2
- Масса пустого: 830 кг
- Масса полного: 1270 кг
- вместимость топлива: 200 л
- Силовая установка: 1 × Бенц 6-цил. поршневой двигатель с водяным охлаждением, 150 кВт (200 л.с.)
- Винты: 2,85 м в диаметре

Лётные характеристики
- Максимальная скорость: 207 км/ч
- Крейсерская скорость: 188 км/ч
- Скорость сваливания: 83 км/ч

### Комментарии
1. ↑  тур.: Vecihi K-VI Eğitim ve Keşif Uçağı'"`UNIQ--ref-00000004-QINU`"'
2. ↑  Точное число зависит от источника. агентство «Анадолу», основываясь на интервью Хюркуша в 1925 году, утверждает о сроке в 10 дней,'"`UNIQ--ref-0000002E-QINU`"' в то время как Хюркуш в своей собственной книге пишет, что он составил 15 дней.'"`UNIQ--ref-00000030-QINU`"'